# Chiesa di San Genesio (Dairago)
La chiesa di San Genesio è la parrocchiale di Dairago, in città metropolitana ed arcidiocesi di Milano; fa parte del decanato di Castano Primo.
Fu chiesa capopieve della pieve di Dairago fino alla sua soppressione nel 1972.

## Storia
Le origini di un edificio di culto dove oggi sorge la chiesa si possono ritrovare già in epoche remote: durante gli scavi archeologici effettuati nel 1997, sotto il pavimento dell'edificio attuale è stato rinvenuto un sacello pagano, probabilmente dedicato al padre degli dei come testimoniato dall'ara, rinvenuta alla fine del XIX secolo, intitolata a Giove Ottimo Massimo.
Il piccolo sacello, dopo l'evangelizzazione della zona, fu trasformato in un edificio paleocristiano di cui rimane, sempre sotto l'attuale chiesa, la base circolare e qualche frammento del pavimento in marmo. Insieme al sacello furono ritrovate anche numerose sepolture che fanno pensare all'esistenza di un'intera area sacra.
Tra i ritrovamenti, sono di notevole interesse le fondamenta dell'abside semicircolare, della navata e del nartece della pieve romanica risalente a prima dell'XI secolo. Sopra a queste fondazioni nel XII-XIV secolo fu edificata la chiesa medievale orientata, secondo le usanze dell'epoca, con l'ingresso a ovest e l'altare a est.
Il primo ampliamento della chiesa medievale fu voluto dal cardinale Giuseppe Archinto nel 1703: l'aula fu ampliata sul lato meridionale per permettere la costruzione della cappella della Vergine del Rosario. Nel 1785 Giorgio Olgiati portò a compimento la cappella del Crocifisso, edificata per accogliere un crocifisso ligneo intagliato tra il XVII e il XVIII secolo.
L'edificio attuale risale invece alla fine del XIX secolo: nel 1877-78 l'edificio medievale fu completamente riorganizzato con la costruzione di una nuova campata verso ovest, del presbiterio, del coro semicircolare e della sacrestia sul fianco meridionale. In questo modo l'orientamento della chiesa fu ribaltato, trovandosi l'altare a ovest e l'ingresso a est, aperto nel muro dell'antica abside. Questi lavori furono ultimati nel 1888 con il rifacimento del tetto e la realizzazione della facciata, mentre rimasero quasi immutate le cappelle settecentesche poste lungo il lato meridionale.
Durante questi interventi, precisamente nel 1882, venne anche costruito l'organo dal varesino Pietro Bernasconi.
L'attuale campanile è il risultato di un innalzamento risalente al 1892: sorge sulle basi dell'antico campanile in stile gotico di cui oggi rimane solo una parte del basamento. Il progetto fu affidato agli ingegneri Enrico Strada e Cesare Nava. Il concerto di sei campane fu realizzato nello stesso periodo da Pasquale Mazzola.
Nel 1906 nuovi lavori di ampliamento portarono all'aggiunta di tre nuove cappelle sul lato settentrionale della chiesa, mentre ai piedi del campanile venne realizzata la cappella battesimale.
Nel 1929 l'edificio fu interessato da importanti interventi di restauro che portarono al rifacimento delle pitture e alla decorazione pittorica della copertura ad opera di Giovanni Briani con affreschi raffiguranti il Bacio di Giuda, la Pietà, gli Evangelisti e santi, le Scene della Passione e la Gloria di San Genesio mimo di Roma.
Nel 1923 la cupola del campanile assunse la sua forma attuale portando l'altezza della torre campanaria a 35 m. L'altare maggiore fu realizzato nel 1936 e andò a sostituire il precedente altare ligneo cinquecentesco.